# 埃姆林 (肯塔基州)
埃姆林（英語：Emlyn）是位於美國肯塔基州惠特利縣的一個人口普查指定地區。

## 人口
根據2020年美國人口普查的數據，埃姆林的面積為1.92平方千米，當中陸地面積為1.85平方千米，而水域面積為0.07平方千米。當地共有人口417人，而人口密度為每平方千米217.19人。